# 岡山県道302号宇治鉄砲町線

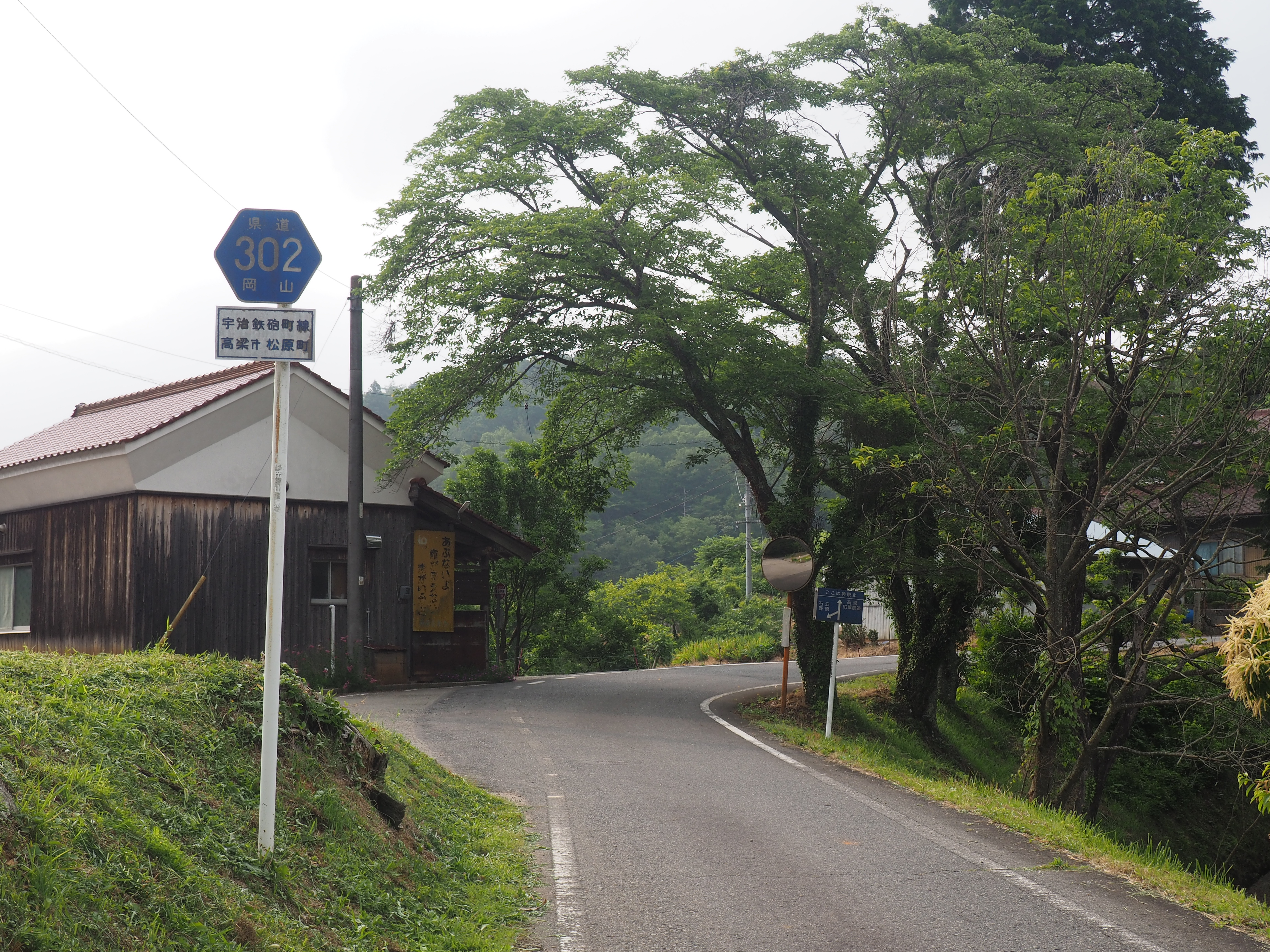
岡山県道302号宇治鉄砲町線

岡山県道302号宇治鉄砲町線（おかやまけんどう302ごう うじてっぽうちょうせん）は、岡山県高梁市を通る一般県道である。

## 概要
高梁市宇治町宇治と高梁市鉄砲町を結ぶ。

### 路線データ
- 起点：高梁市宇治町宇治（岡山県道85号高梁坂本線交点）
- 終点：高梁市鉄砲町（高梁大橋交差点、国道180号交点、岡山県道196号高梁停車場線終点）
- 総延長：20.6 km
- 実延長：20.5 km

## 歴史
- 1974年（昭和49年）2月12日 - 岡山県告示第154号により認定される。

前身は岡山県道302号宇治本町線。高梁市落合町近似（ちかのり） - 国道180号（国道313号重用）間の経路変更により路線名称が変更された。

## 路線状況

### 重複区間
- 岡山県道301号落合高倉線（高梁市松原町大津寄 - 高梁市松原町春木）

### 道路施設

#### 橋梁
- 高梁大橋（高梁川、高梁市落合町近似（ちかのり） - 高梁市鉄砲町）

## 地理

### 通過する自治体
- 高梁市

### 交差する道路
| 交差する道路                                       | 交差する場所 | 交差する場所          |
| -------------------------------------------------- | ------------ | --------------------- |
| 岡山県道85号高梁坂本線                             | 宇治町宇治   | 起点                  |
| 岡山県道301号落合高倉線 重複区間起点               | 松原町大津寄 |                       |
| 岡山県道301号落合高倉線 重複区間終点               | 松原町春木   |                       |
| 国道180号 国道313号 重複 岡山県道196号高梁停車場線 | 鉄砲町       | 高梁大橋交差点 / 終点 |

### 沿線
- 高梁市立松原小学校
- 高梁市役所 松原地域市民センター
- パインツリーゴルフクラブ
- 朝霧温泉ゆ・ら・ら
- 高梁自然公園
- 高梁市サイクリングターミナル
- 岡山県備中県民局 高梁支局
- 高梁川
- JR西日本伯備線 備中高梁駅（終点付近）

### 峠
- 真似男ヶ峠（高梁市落合町原田）